# 大阪市電気局400形電車

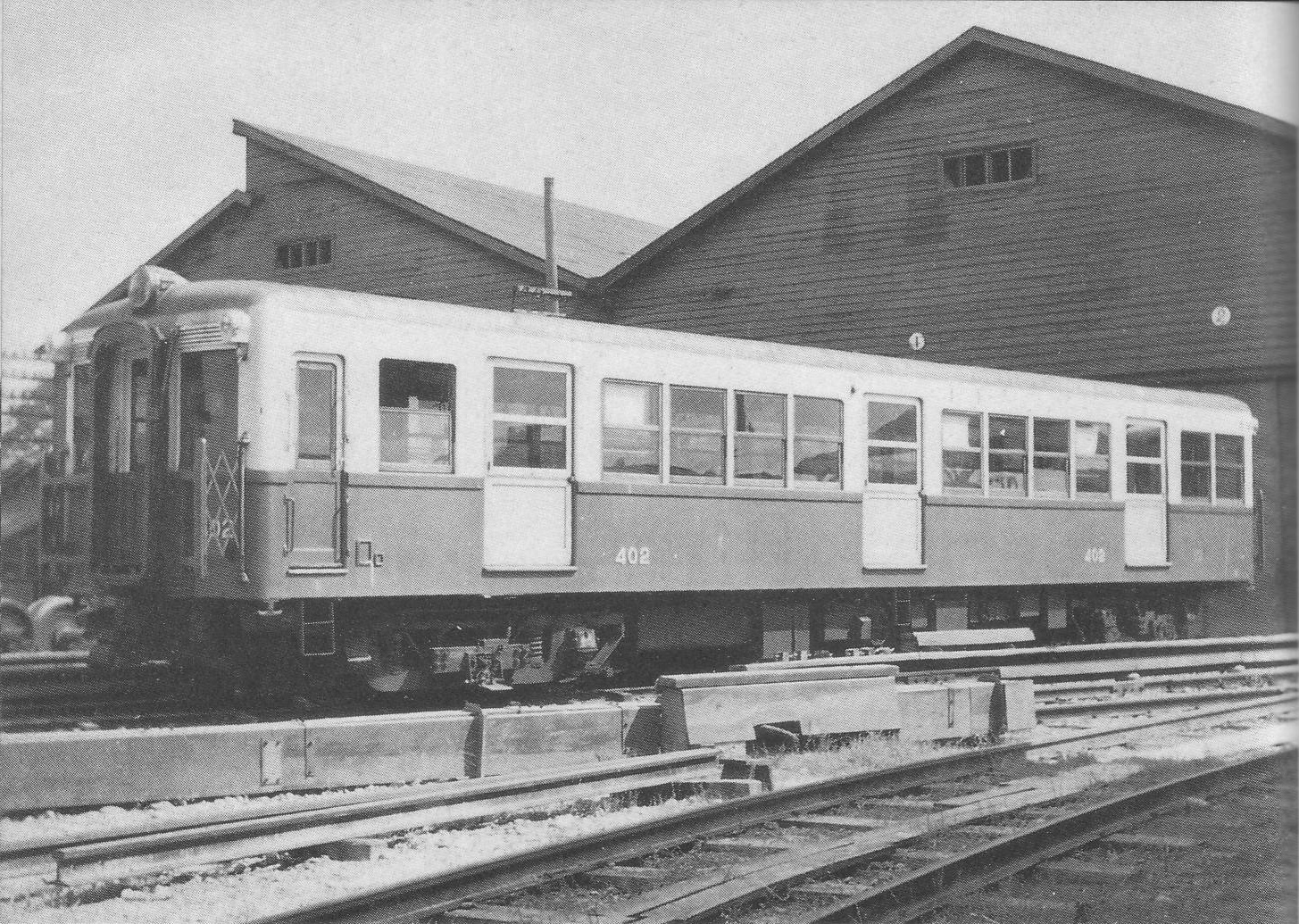
402（1954年以前の撮影、阿倍野検車区）

大阪市電気局400形電車（おおさかしでんききょく400がたでんしゃ）は、大阪市電気局（のちの大阪市交通局）が1943年（昭和18年）に導入した通勤形電車である。

## 概要
大阪市営地下鉄の3号線（現・四つ橋線）の開業と、1号線（現・御堂筋線）の輸送力増強に伴う車両数の不足を補うべく、東京の汽車製造東京支店で製造された。なお、当初は16両の製造が計画されていたが、鋼材割り当ての都合により6両しか製造できなかった。

## 車体
基本設計は300形に準ずるが、戦時中の資材不足の影響でそれまでとは大きく異なる仕様となった。車体外板は、含銅鋼板が調達出来ず普通の圧延鋼板となり、また扉や客室内装の金具に使用していた軽合金も入手できず木製や鉄製に変更された。屋根上のベンチレーターも廃止され、その代わりに側窓下段が、従来の固定式から上昇式に変更された他、トップナンバーである401については、通風孔として側面腰板下部に四角い穴を開けて竣工している。なお、車内照度を引き上げるために補助灯が追加設置されているのは灯火管制が徹底して実施されていた当時の情勢とは逆行するが、これは地下線のみを走行し、むしろ地下壕としての機能が期待されていた大阪市営地下鉄ならではの装備であった。
もっとも、こうした戦時色の強い仕様の一方で、本形式は溶接技術をはじめとする工作技術の進歩が反映されて屋根は張り上げ式になり、窓隅にはRが付けられており、従来の車両とは大きく印象が異なる優雅な外観となっていた。

## 主要機器
300形と同じく川崎車輛製のK-2304-Aを採用している。
これに対し、台車については300形以前の車両が使用していた住友金属工業KS-63L一体鋳鋼イコライザー台車の調達を希望したが、住友の鋳造設備が軍需生産でフル稼働状態にあって製造できず、やむなくボールドウィンBW78-25-A相当の汽車会社製形鋼組み立て式イコライザー台車に変更されている。また、当初16両の増備を計画し、電装品については16両分が前もって確保されていたが、本形式製造に使用された残りの10両分は工場に補修部品としてストックされ、戦中戦後の物資難の時期に特注の高級部品を使用するこれらの大型電車の稼働率低下を食い止める上で非常に重要な役割を果たし、その後500形製造時に転用されて本来の役割に充てられることとなった。
また、制御器も非鉄系金属の入手難から代用部品化が進められた東洋電機製造ES-512Cに変更されており、これは戦時中の酷使もあって故障が多発したと伝えられている。

## 運用
戦時中の製造であり、酷使が祟って故障が頻発したが、戦後は他形式と仕様を揃えるべく、下記のように順次整備されていった。
扉上部への水切り追加
貫通幌の装着
尾灯の追加
屋根への全周水切りの設置
扇風機の設置および放送装置の再設置
塗装変更
電磁直通ブレーキへの改造
スピードアップ改造
車掌室の設置に伴う全室運転台化
車内照明の蛍光灯化

## 終焉
1970年の日本万国博覧会に向けての1号線輸送力増強の一環として、1号線在籍の旧型車は新造の30系で置き換えられることとなり、1969年秋までに運用終了し、全車廃車された。